# 후쿠오카정 (아이치현)
후쿠오카정(福岡町)은 아이치현 누카타군에 설치되었던 정이다. 현재의 오카자키시 남부에 해당한다.